# Walter Ulrich
Walter Ulrich (Osztrák–Magyar Monarchia, Csehország, Opava, 1912. június 15. – Csehszlovákia, Ostrava, 1965. július 5.) Európa-bajnoki ezüstérmes csehszlovák jégkorongozó, olimpikon.
Pályafutását a DFK Komotau.
Az 1936. évi téli olimpiai játékokon játszott a jégkorongtornán a csehszlávok csapatban. A C csoportból úgy jutottak tovább, hogy még gólt sem kaptak. A nyolcaddöntőben két négyes csoport volt, ők a B-be kerültek és innen másodikként jutottak tovább. Csak az amerikai válogatott tudta őket megverni 2–0-ra. A végső négyes döntőben mindhárom ellenfelüktől kikaptak (Kanada, Nagy-Britannia, USA) és végül csak negyedikek lettek. Az olimpia jégkorong-Európa-bajnokságnak is számított, így ezüstérmet nyert. Ő egy mérkőzésen, a Kanadától 7–0-ra elveszített találkozón játszott.
Az olimpia előtt volt még egy válogatott mérkőzése. A második világháború után 1947-ben játszott a HC Slovan Bratislavában